# Google Play Music
Google Play Music（グーグル プレイ ミュージック、旧：Google Music）  は、Googleが運営した音楽・ポッドキャストのストリーミングサービスおよびオンライン音楽ロッカーで、Google Playのサービスの一つ。2011年5月10日に発表され、半年間の招待制のベータ期間を経て、2011年11月16日に一般公開された。2020年8月、Googleは同サービスを9月から順次終了することを発表した。2020年12月に「YouTube Music」と「Google Podcasts」（後にYouTube Musicに統合）に置き換えられた。

## 概要
ベータ版だったGoogle Musicは2011年11月16日にアメリカでサービスを正式に開始し、日本では2015年9月3日に開始した。
かつてはGoogle+やYouTubeとの連携サービスやGoogle Music Artist Hubにより自分自身で制作した楽曲を自由に販売できるようなサービスも行っていた。
尚、実質的な後継サービスであるYouTube Musicが2018年11月14日に日本でも開始となり、将来的に統合する予定となっている。2020年5月12日、ほぼ全てのデータや設定をYouTube Musicへ転送するツールの提供を開始し、同年内にサービスを終了予定であると発表し、同年10月に実際に終了し、YouTube Musicへの移行は同年12月まで可能となった。
Google Play Musicでは自身が持っている楽曲を最大50,000曲までクラウドによるサービスにより無料で自動的な保存・同期が可能となっていたが、YouTube Musicでは一度アップロードした曲は元の形式（MP3やAACなど）でダウンロードできなくなっている点に留意する必要がある。
現在は、アプリを起動すると「Google Play Musicはご利用いただけなくなりました」と表示され、Youtube Musicへの変更を促される。